# Álvaro I de Urgel
Álvaro I de Urgel (Burgos, 1239 - Foix, 1268), conde de Urgel y vizconde de Áger. Bautizado con el nombre de Rodrigo, fue conocido también como Rodrigo I de Cabrera-Urgell, y con el sobrenombre de el Castellano, dado que heredó el condado de Urgel cuando residía en Burgos. Tenía entonces tan sólo 4 años.
Era hijo de Ponce I de Urgel y María Girón, hija, a su vez, de Gonzalo Rodríguez Girón y de su segunda mujer, Marquesa Pérez. Sucedió a su hermano Armengol IX que murió el mismo año en que fue coronado.
Al heredar el condado de Urgel cambió su nombre real, Rodrigo, por el de Álvaro y se casó en 1253 con Constanza de Montcada por imposición del rey Jaime I. De este matrimonio nació una hija, Leonor, quien casó con Sancho de Antillón, padres de Constanza de Antillón y Cabrera, quien en su marido, Gombau de Entenza, tuvo a Teresa de Entenza, la cual finalmente se convierte en heredera del condado de Urgel al fallecer su tío-bisabuelo, Armengol X sin descendencia.
Pero el enlace no fue del agrado de Álvaro y en 1256 repudia a su esposa para casarse de nuevo, esta vez con Cecilia de Foix, cerrando así los posibles litigios entre la casa de Urgel y la casa de Foix. De este segundo matrimonio nacieron tres hijos: Armengol X (sucesor de su padre en el condado de Urgel), Cecilia (casada con Jofre IV, vizconde de Rocaberti) y Álvaro (el cual hereda los vizcondados de Cabrera y Ager).
Este doble matrimonio produjo muchos problemas entre ambas mujeres ya que cada una representaba una posible alianza política: la alianza con los de Foix o la alianza con la casa de Aragón.
En 1259, Álvaro se enfrentó con el rey de Aragón por su incumplimiento de los deberes de vasallaje. Las tropas del senescal Pedro de Montcada ocuparon Ponts.
En 1267 se produjo una nueva intervención por parte del rey, en esta ocasión por el litigio matrimonial entre las dos esposas. Fue entonces cuando Álvaro I se exilió a Foix junto a su segunda esposa. El Condado de Urgel quedó en manos de su primer hijo Armengol X mientras que el Vizcondado de Ager pasó a su segundo hijo, Álvaro.